# Juan Ortiz (Entdecker)
Juan Ortiz war ein spanischer Soldat und Konquistador des 16. Jahrhunderts. Er starb um 1542 während der Expedition des Hernando de Soto.

## Leben

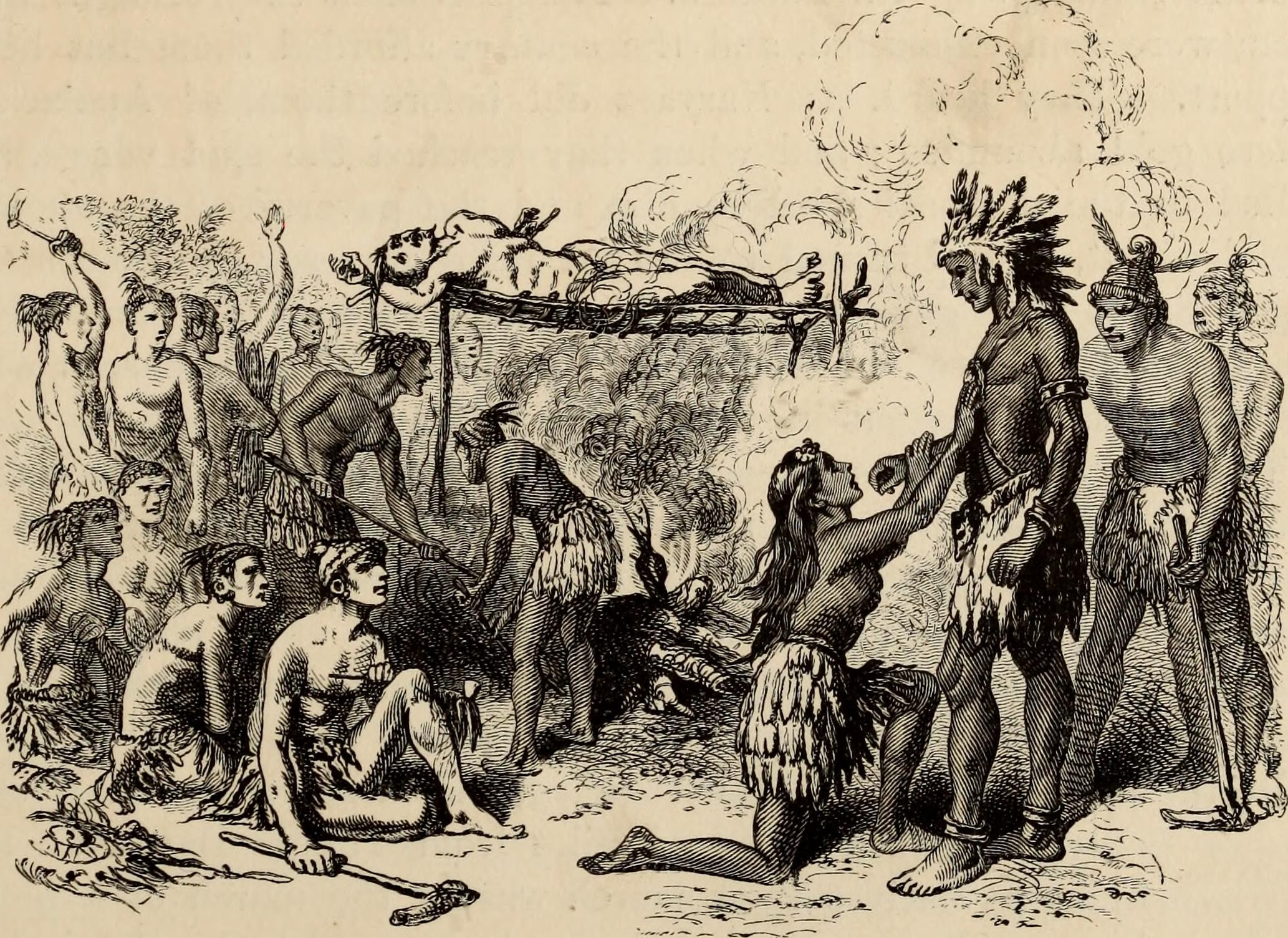
Die Tochter des Häuptlings bekniet ihren Vater. Aus einer Geschichte Amerikas, erschienen 1876

Er war der fünfte und letzte Überlebende der Narváez-Expedition aus dem Jahre 1528 in Florida. Bei den schweren Gefechten zwischen den spanischen Konquistadoren und den Apalachee Indianern geriet er in Gefangenschaft. Als Hernando de Soto im Jahre 1539 mit etwa 1.000 Männern erneut versuchte Florida zu erobern, musste er mit den gleichen Indianern kämpfen, die schon gegen Narváez gekämpft hatten. Unter diesen Indianern befand sich auch Juan Ortiz. Er war den Kriegern, die ihn gefangen hatten, entkommen und zu einem anderen Stamm geflohen. Dort hatte er sich der Lebensweise der Indianer angepasst und hatte viele Jahre bei ihnen überlebt. Er erlernte die Sprachen der Region und war ein anerkanntes Mitglied seines Stammes. Trotzdem schloss er sich bei der ersten Gelegenheit der Expedition von Hernando de Soto an und diente ihm als ortskundiger Führer und Dolmetscher.
Nach seiner Gefangennahme durch die Indianer war er zum Tode verurteilt worden. Bei lebendigem Leibe sollte er zusammen mit drei weiteren Gefangenen verbrannt werden. Doch die Tochter des Häuptlings erklärte ihrem Vater, dass sie diesen Fremden liebe, und bestand darauf, ihn zu ihrem Mann zu nehmen. Deshalb ließ der Häuptling Juan Ortiz am Leben. Es ist nicht bekannt, dass die Häuptlingstochter Ortiz auf seiner Flucht begleitete.
Seine Sprachkenntnisse und vor allem seine Kenntnisse der indianischen Denkweise retteten vielen spanischen Expeditionsteilnehmern das Leben.
Die Geschichte von Juan Ortiz hat Schriftsteller in aller Welt inspiriert.